# Father Xmas
Father Xmas é um filme de curta-metragem (20 min) de 2001 dirigido por Marie Rose e produzido pelo American Film Institute's Directing Workshop for Women. 

## Sinopse
Dakota Fanning é Clairee, uma menina de seis anos que descobre com seu irmão mais velho (Steven Fanning) que Papai Noel não existe e que seu pai está lutando na Guerra do Vietnã.